# Ballone Castle

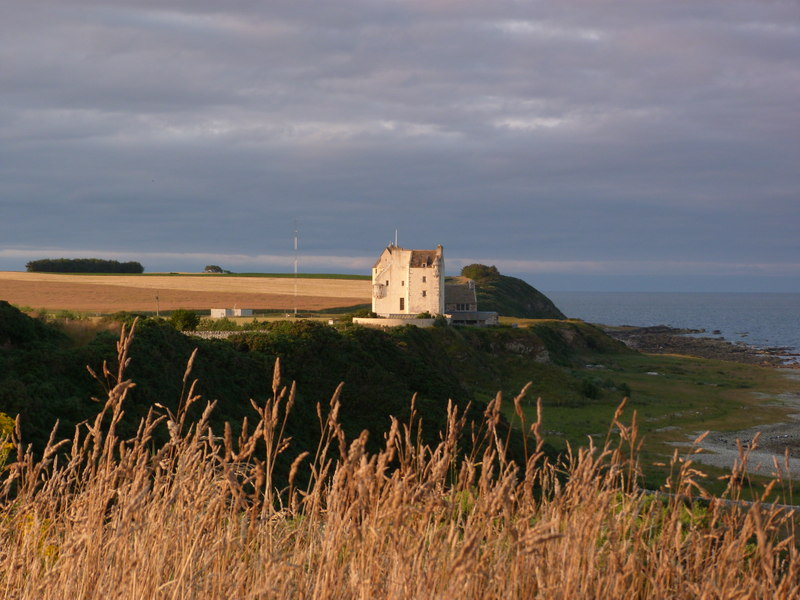
Ansicht von Südwesten (2011)

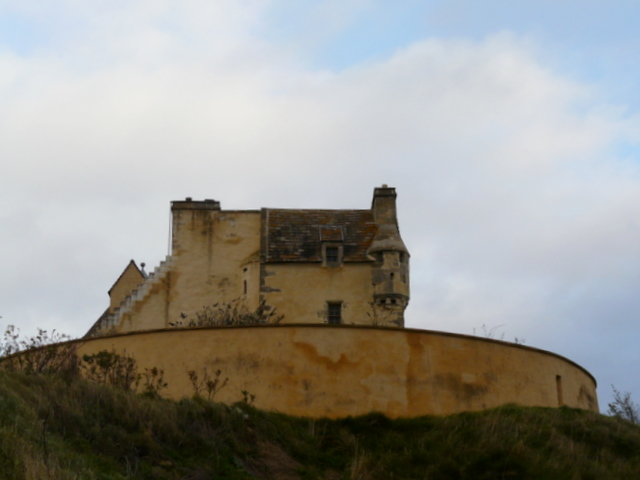
Ansicht mit Gartenmauer (2008)

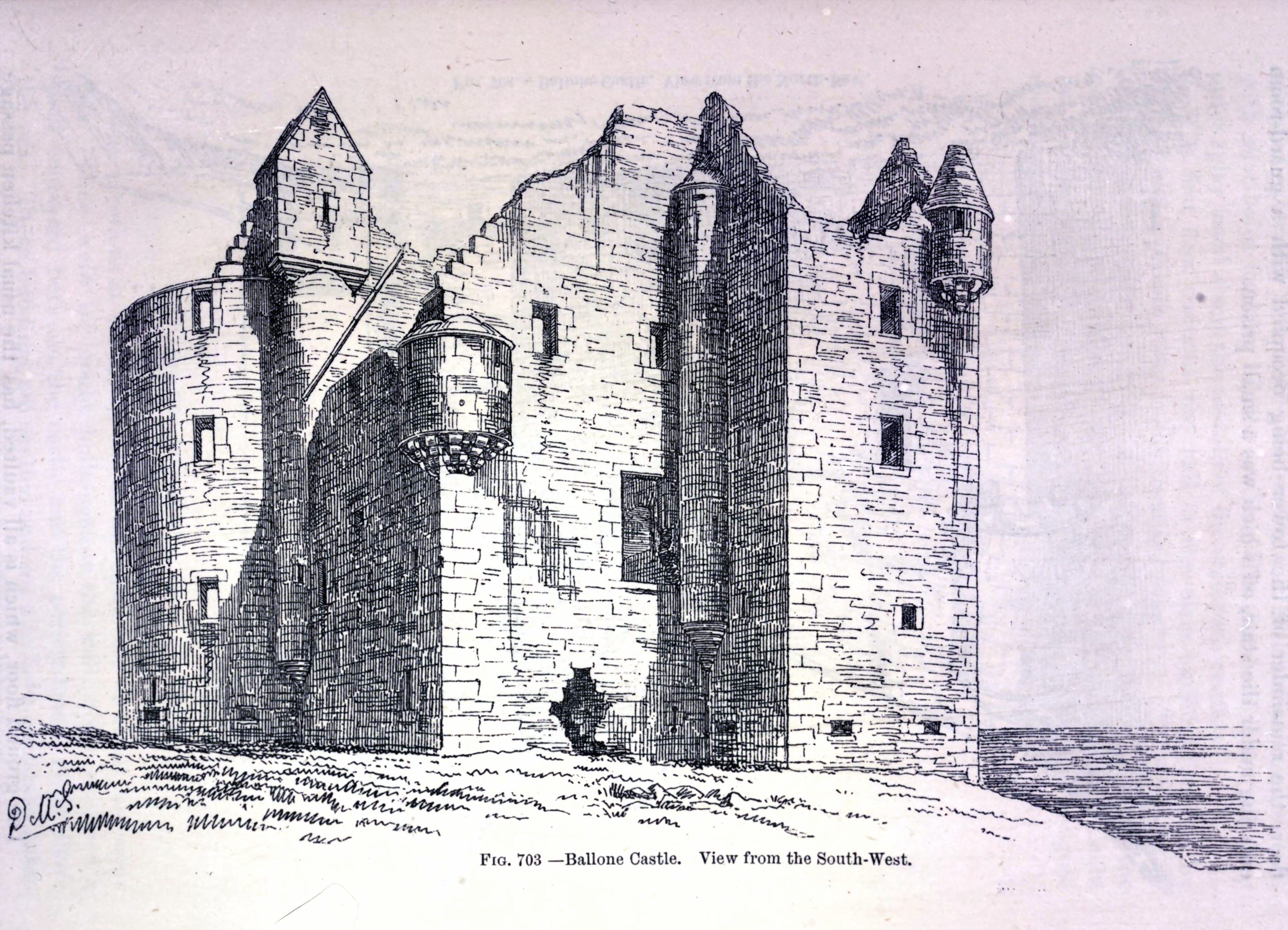
Ansicht von West (1887)

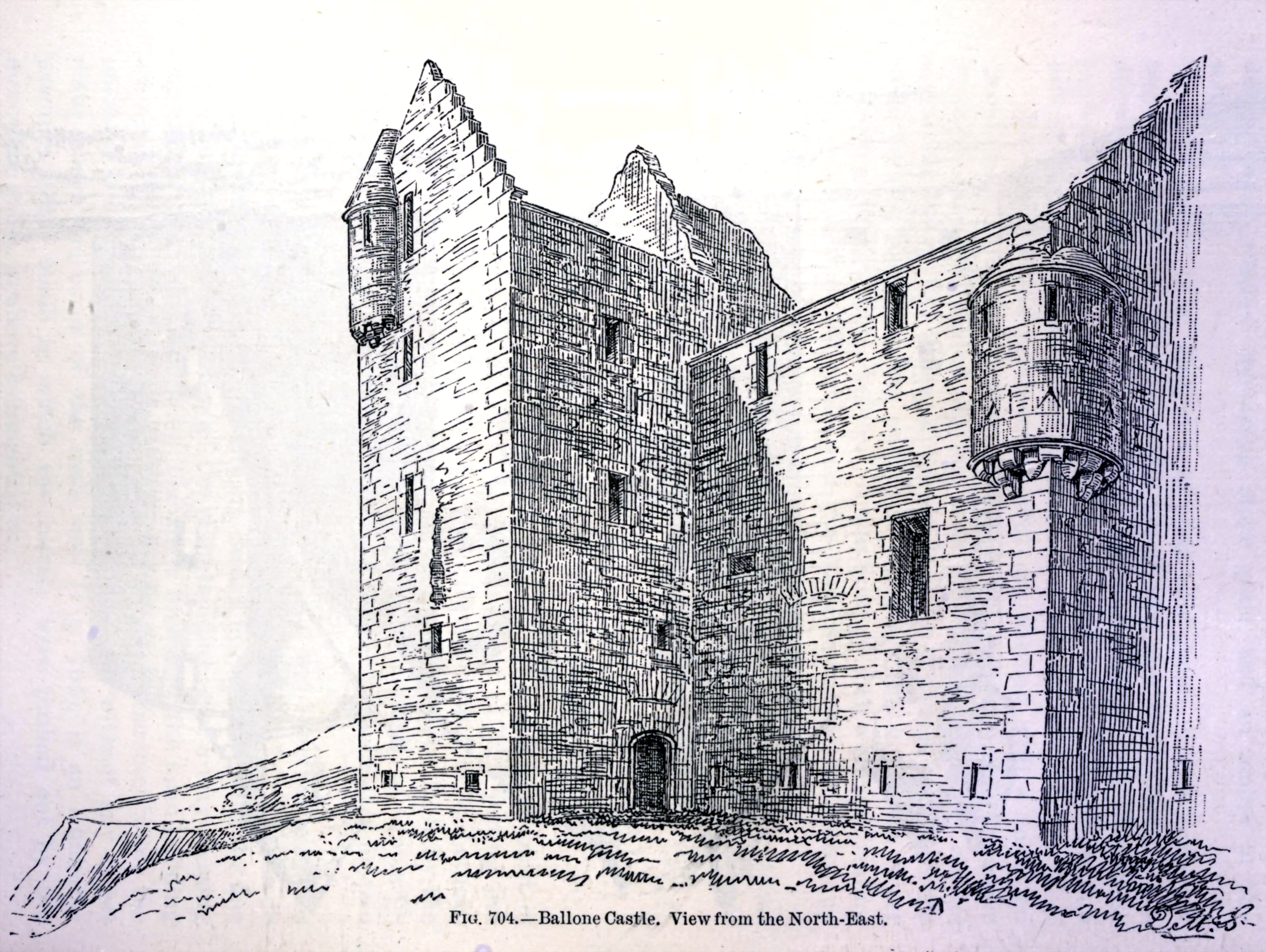
Ansicht von Ost (1887)

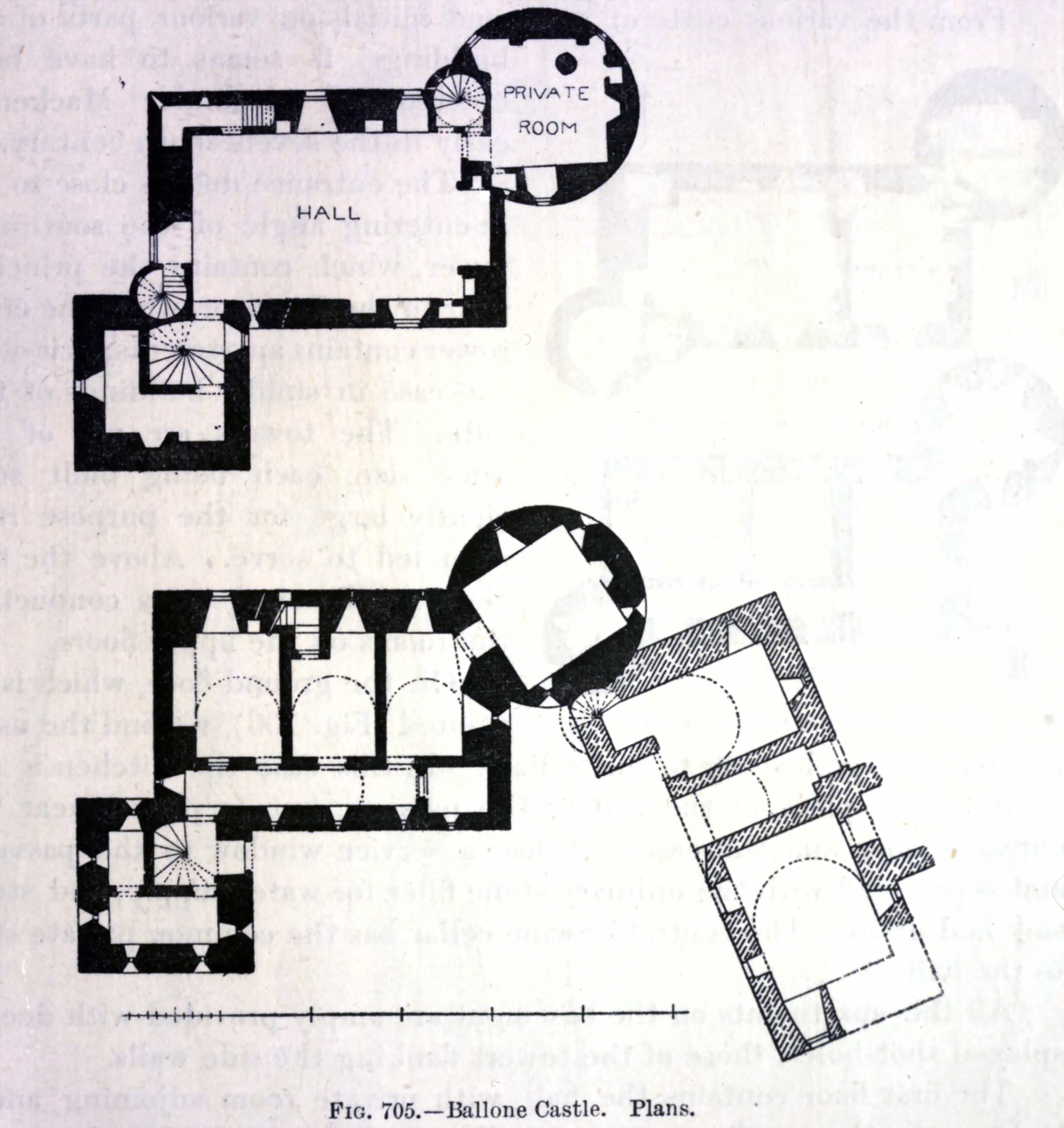
Original-Grundriss

Ballone Castle, in älteren Publikationen auch Balone Castle, ist eine Burg auf der Halbinsel Tarbat an der Ostküste der schottischen Highlands. Die Anlage stand rund dreihundert Jahre leer und dem Verfall preisgegeben, ehe sie ab Mitte der 1990er Jahre restauriert und für Wohnzwecke wieder hergerichtet wurde.

## Lage
Die Burg steht an der Ostküste der Halbinsel Tarbat, nur wenige Meter von den Klippen entfernt, welche den Moray Firth um etwa 20 Meter überragen. Die nächstgelegenen Orte sind Rockfield, etwa einen Kilometer südwestlich sowie Portmahomack, rund anderthalb Kilometer im Nordwesten. Politisch gehört Ballone Castle heute zum Gebiet der Community Council Area Tarbat und somit zur Council Area Highland, historisch zum Parish Tarbat sowie zu den Grafschaften Cromartyshire und später zu Ross and Cromarty.

## Architektur
Die Burg gilt als gutes Beispiel der sogenannten Z-Plan-Architektur. Dies bedeutet, dass ein vom Grundriss viereckiges Hauptgebäude an zwei diagonal gegenüberliegenden Ecken von jeweils einem Turm flankiert wird. Im Falle von Ballone Castle weist der nördliche einen runden, der südliche einen quadratischen Grundriss auf, beide überragen den rechteckigen Zentralbau nur geringfügig. Das Hauptgebäude umfasst drei Stockwerke und ein ausgebautes Dachgeschoss. Der Zugang zu den oberen Geschossen erfolgt durch zwei Tourellen mit jeweils einer Treppe. Mehrere auf Konsolen aufsitzende Scharwachttürme, steingedeckt und mit Schießscharten versehen, betonen den wehrhaften Charakter der Burg. Um einen östlich angrenzenden Hof gruppieren sich mehrere niedrigere Nebengebäude, darunter ein Backhaus. Ein der Burg im Südwesten vorgelagerter, kleiner Garten wird durch eine halbrunde Umfassungsmauer eingegrenzt.

## Geschichte
Die Burg wurde vermutlich in der zweiten Hälfte des 16. Jahrhunderts errichtet. Als Erbauer kommen Mitglieder des Clans der Dunbar in Betracht, die seit 1507 dort Grundeigentümer waren, aber auch einer der Earls of Ross. Urkundlich erstmals erwähnt wurde die Anlage Anfang des 17. Jahrhunderts als „the fortalicium“ von Easter Tarbat. Zu diesem Zeitpunkt war sie im Besitz der Dunbars.
1623 wurde die Burg vom Clan Mackenzie erworben und um ein Backhaus sowie eine Braustätte erweitert, in der Folge wurde sie Sitz einer eigenen Linie des Clans. Sir John Mackenzie, 1. Baronet (of Tarbat), verstarb hier am 10. September 1654. Bereits wenige Jahre später setzte ein Bedeutungsverlust der Burg ein: 1656 erwarb Sir George Mackenzie, 2. Baronet und späterer erster Earl of Cromartie, von einer Seitenlinie des Munro-Clans das Gelände von Miltown Castle. Etwa 20 Kilometer südwestlich und verkehrstechnisch wesentlich günstiger als Castle Tarbat gelegen, ließ er dort in den Folgejahren ein Schloss errichten, das neuer Stammsitz der Linie wurde. Auf dieses ging auch der Begriff Tarbat über, zunächst als New Tarbat. Dessen Nachfolgebau aus dem Jahre 1787 firmiert heute als Tarbat House.
1685 heiratete dessen Sohn John Mackenzie, 2. Earl of Cromartie, Elizabeth Gordon, einzige Tochter von Charles, dem ersten Earl of Aboyne. Das Paar lebte in der Folgezeit, zumindest zeitweise, auf Ballone Castle. 1693 begaben sie sich auf eine Europareise, während der die Ehe zu Bruch ging. Vermutlich bereits 1691, spätestens aber zu diesem Zeitpunkt war die Burg letztmals bewohnt. Sie wurde nicht mehr unterhalten und verfiel seit dem Beginn des 18. Jahrhunderts zunehmend. Der New Statistical Account aus dem Jahre 1845 führt an, dass die Burg eine Ruine und seit zweihundert Jahren von keiner respektablen Familie mehr bewohnt worden sei. Hierbei sei anzumerken, dass George Mackenzie, 3. Earl of Cromartie, aufgrund seiner Beteiligung am zweiten Jakobitenaufstand 1746 seinen Titel verlor, die Familie daher möglicherweise entsprechend eingestuft wurde.
Die Burg wurde im März 1971 als Listed Building der Kategorie A eingetragen und steht seither unter Denkmalschutz.

## Wiederaufbau
Im Jahre 1990 wurde die Ruine, von der zu diesem Zeitpunkt im Wesentlichen nur noch die Außenmauern vorhanden waren, von dem ursprünglich aus Schottland stammenden Ehepaar Stewart erworben, das sich nach dem Studium in Edinburgh im Londoner Stadtteil Spitalfields niedergelassen und dort beruflich etabliert hatte: er als Architekt mit Schwerpunkt Sanierung historischer Gebäude beziehungsweise Neubau im historischen Stil, sie mit Design, Herstellung und Vertrieb schottischen Kunsthandwerks. Nach einer mehrere Jahre dauernden Restaurierung konnte die Familie 1998 die Burg beziehen.
Ballone Castle präsentiert sich heute äußerlich wie auch im inneren Zuschnitt im Originalzustand, soweit dieser rekonstruiert werden konnte, die Haustechnik ist neuzeitlich. Für die gelungene Wiederherstellung erhielt Lachlan Stewart 2006 von der Scottish Castles Association den Nigel Tranter Memorial Award verliehen.
Da das Gebäude privaten Wohnzwecken dient, ist es normalerweise nicht für die Öffentlichkeit zugänglich. Zu besonderen Gelegenheiten, etwa beim Doors Open Days, dem schottischen Beitrag zu den European Heritage Days, ist es zur Besichtigung freigegeben.

## Frühere Bezeichnungen
In der von Timothy Pont im Zeitraum zwischen 1583 und 1596 erstellten Karte von Tarbat Ness und Easter Ross ist die Burg als „Cast: Terbart“ eingetragen. Sie wurde in der Folgezeit als Castle Tarbat bezeichnet.
Im Februar 1685 wurde Sir George Mackenzie, 2. Baronet of Tarbat, zusätzlich der Titel eines Lord Castlehaven verliehen. Der Name bezog sich auf die an der Nordküste von Tarbat gelegene Anlage Castlehaven, die lange als Ruine einer Burg oder Festung betrachtet wurde, nach heutigem Stand der Forschung aber als Überrest eines eisenzeitlichen Duns angesehen wird. In der Folge wurde die Ortschaft Portmahomack in Castlehaven umbenannt und auch für Tarbat Castle kam der Name in Gebrauch. Beides blieb nicht von Dauer: im Falle der längst verlassenen Burg setzte sich ab der zweiten Hälfte des 18. Jahrhunderts die zuvor bereits lokal gebräuchliche Bezeichnung Ballone Castle durch.